# Milenkowce
Milenkowce [milɛŋˈkɔft͡sɛ] est un village polonais de la gmina de Kuźnica dans le powiat de Sokółka et dans la voïvodie de Podlachie. Il se situe à environ 9 kilomètres au nord-ouest de Kuźnica, à 20 kilomètres au nord de Sokółka et à 57 kilomètres au nord-est de Białystok. 